# Tropasteron malbon
Tropasteron malbon là một loài nhện trong họ Zodariidae.
Loài này thuộc chi Tropasteron. Tropasteron malbon được B.C.Baehr miêu tả năm 2003.